# المعهد الأمريكي للدراسات الخارجية
منذ أن أنشأه السير كيريل تايلور في عام 1964، يتولى المعهد الأمريكي للدراسات الخارجية، المعروف اختصارًا بالإنجليزية AIFS، إدارة عدد من البرامج التعليمية وبرامج السفر التي تركز على التبادل الثقافي، بما في ذلك الدراسة الجامعية في الخارج وتعيين الحاضنات وتوفير فرق العمل والمستشارين للمخيمات وتعليم الموهوبين والتبادل الأجنبي فيما يتعلق بالمدارس الثانوية. ويحتفظ هذا المعهد بمكاتب في 15 دولة.
جدير بالذكر أن هذا المعهد يعد شركة أمريكية تحظى بالملكية الخاصة مع وجود شركات تابعة مملوكة بشكل كلي، وتحقق عوائد سنوية تزيد عن 180 مليون دولار أمريكي.

## معلومات تاريخية
في عام 1964، ترك كيريل تايلور وشركاؤه العمل في شركة بروكتر وغامبل ليتفرغوا لإنشاء المعهد الأمريكي للدراسات الخارجية (AIFS). ومن خلال مساعدة السيناتور الراحل روبرت إف. كينيدي في عام 1967، قام المعهد الأمريكي للدراسات الخارجية بإنشاء مؤسسة تابعة له أطلق عليها اسم "مؤسسة AIFS"، والتي أخذت على عاتقها مسؤولية تقديم الهبات والمنح الدراسية للطلاب للمشاركة في برامج الدراسة في الخارج، فضلاً عن تقديم المنح للمدارس الثانوية وغيرها من المؤسسات الأخرى بهدف القيام برحلات دولية وتعليمية. وتعد مؤسسة AIFS مؤسسة مستقلة غير هادفة للربح، كما أنها مؤسسة خيرية عامة معفاة من الضرائب بموجب الفقرة 501(ج)(3) وهي راعية مفوضة من جانب وزارة الخارجية الأمريكية لمنح التأشيرة من النوع J-1 الخاصة بتبادل الزوار. وفي عام 1972، قام المعهد الأمريكي للدراسات الخارجية بإنشاء جامعة ريتشموند، الجامعة الأمريكية الدولية في لندن، وهي جامعة لا تهدف للربح يدرس بها 1000 طالب بدوام كامل، وهم وافدون إليها من 100 دولة.
وحتى الآن، لايزال السير كيريل تايلور يتولى منصب رئيس المعهد الأمريكي للدراسات الخارجية ورئيس جامعة ريتشموند، الجامعة الأمريكية الدولية في لندن.

## وصلات خارجية
- www.aifs.com

‌